# Margit Messelhäuser
Margit Messelhäuser ist eine ehemalige deutsche Kanutin.

## Sportliche Laufbahn
Messelhäuser stammt  aus Augsburg und startete im Kanuslalom in der Disziplin Kajak für den Augsburger Kajak-Verein und erreichte ihre größten Erfolge Mitte der 1980er-Jahre. Bei den Kanuslalom-Weltmeisterschaften 1985 in ihrer Heimatstadt gewann sie die Goldmedaille im Einzelwettbewerb und die Silbermedaille im Mannschaftswettbewerb mit Gabi Schmid und Ulla Steinle. Bei den Weltmeisterschaften 1987 im französischen Bourg-Saint-Maurice gelang ihr der Mannschaftsweltmeistertitel mit Elisabeth Micheler und Ulla Steinle. Daneben wurde sie 1985 und 1991 Deutsche Meisterin im Einer-Kajak. Im Jahr 1986 erhielt sie außerdem die Auszeichnung „Sportlerin des Jahres“ der Stadt Augsburg.
Für ihre sportlichen Leistungen wurde sie mit dem Silbernen Lorbeerblatt geehrt.

## Nach Karriereende
Messelhäuser arbeitete nach ihrem Karriereende als Sportredakteurin beim Landsberger Tagblatt, einer Regionalausgabe der Augsburger Allgemeinen Zeitung, sowie zeitweise als Kommentatorin beim Sender Eurosport. Sie nahm auch später noch regelmäßig an Kanuwettbewerben im Seniorenbereich teil.